# Qaratau (ort)
Qarataū (Karatau) är en ort i Kazakstan.   Den ligger i oblystet Zjambyl, i den södra delen av landet, 900 km söder om huvudstaden Astana. Qaratau ligger 542 meter över havet och antalet invånare är 37 881.